# 에드가르 드 왈
에드가르 드 왈 (Edgar de Wahl, 1867년 8월 23일 – 1948년 3월 9일)은 발트 독일어 교사, 수학자 및 언어학자였다. 그는 1922년에 처음 출판된 인도유럽어에 기초한 자연주의적 구성된 언어인 인테르링구에(일생 동안 서양어로 알려짐)의 창시자로 가장 유명하다.